# Pseudorthometopon martensi
Pseudorthometopon martensi is een pissebed uit de familie Trachelipodidae. De wetenschappelijke naam van de soort is voor het eerst geldig gepubliceerd in 1986 door Helmut Schmalfuss.